# Hap i Leonard
Hap i Leonard – amerykański serial telewizyjny (dramat kryminalny, komedia) wyprodukowany przez Nightshade, Plattform oraz AMC Studios, który jest adaptacją serii powieści "Hap i Leonard" autorstwa Joe R. Lansdalesa. Premierowy odcinek został wyemitowany 2 marca 2016 roku przez SundanceTV. 

W Polsce serial jest emitowany od 1 września 2016 roku przez AMC Polska.

30 czerwca 2016 roku, stacja zamówiła drugi sezon.

 1 maja 2017 roku, stacja AMC zamówiła trzeci sezon.
15 maja 2018 roku stacja podjęła decyzję o zakończeniu produkcji serialu.

## Fabuła
Serial opowiada o dwóch kumplach Leonardzie i Hapie, którzy wpadają  w różne tarapaty.

## Obsada
- Michael Kenneth Williams jako Leonard Pine[6]
- James Purefoy jako Hap Collins[7]
- Jimmi Simpson jako Soldier[8]
- Bill Sage jako Howard[9]
- Christina Hendricks jako Trudy Fawst[10]
- Pollyanna McIntosh jako  Angel
- Neil Sandilands jako Paco
- Ron Roggé jako Bud Collins
- Kaden Washington Lewis jako Little Leonard
- Trace Masters jako Little Hap
- Florence Young jako Kay
- Kari Shemwell jako Trudy Double

## Odcinki
| Sezon | Sezon | Odcinki | Oryginalna emisja SundanceTV | Oryginalna emisja SundanceTV | Oryginalna emisja AMC Polska | Oryginalna emisja AMC Polska | Oryginalna emisja AMC Polska |
| Sezon | Sezon | Odcinki | Premiera sezonu              | Finał sezonu                 | Premiera sezonu              | Finał sezonu                 |                              |
| ----- | ----- | ------- | ---------------------------- | ---------------------------- | ---------------------------- | ---------------------------- | ---------------------------- |
|       | 1     | 6       | 2 marca 2016                 | 6 kwietnia 2016              | 1 września 2016              | 6 października               |                              |
|       | 2     | 6       | 15 marca 2017                | 19 kwietnia 2017             | 30 marca 2017                | 27 kwietnia 2017             |                              |
|       | 3     | 6       | 7 marca 2018                 | 11 kwietnia 2018             | 14 czerwca 2018              |                              |                              |

## Produkcja
11 listopada 2014 roku, stacja  Sundance Channel zamówiła pierwszy sezon
W marcu 2015 roku, Michael Kenneth Williams dołączył do obsady serialu

W kwietniu 2015 roku, ogłoszono, że jedną z głównych ról zagra James Purefoy, wcieli się w rolę Hapa oraz Jimmi Simpson dołączył do dramatu

W sierpniu 2015 roku, Christina Hendricks, gwiazda serialu Mad Men, dołączyła do obsady